# Watertown, New York
Watertown är en stad (city) i Jefferson County i delstaten New York. Vid 2010 års folkräkning hade Watertown 27 023 invånare. Staden är administrativ huvudort i Jefferson County.

## Kända personer från Watertown
- Allen Dulles, underrättelsechef
- Eleanor Lansing Dulles, nationalekonom
- Leonard J. Farwell, politiker
- Mary-Margaret Humes, skådespelare
- Robert Lansing, politiker
- John M. McHugh, politiker
- Joel Aldrich Matteson, politiker
- Charles Woodruff Yost, diplomat